# Xu Hui
Pour les articles homonymes, voir Xu.
Ne doit pas être confondu avec Su Hui.
Xu Hui (chinois 徐惠), née en 627, morte en 650, est une concubine impériale et poétesse chinoise de la dynastie Tang, sous le règne de l'empereur Taizong.

## Biographie
Xu naît en 627 à Huzhou, dans la province du Zhejiang. Enfant prodige, elle aurait commencé à parler à l'âge de quatre mois et récitait les Analectes de Confucius et le Classique des vers à trois ans. Elle commence à écrire de la poésie à l'âge de sept ans. Il reste de cette période un poème écrit dans le style des Chants de Chu. Il s'agit d'une variation consistant à improviser, à la demande son père, sur un vers tiré des Chants de Chu. Remarquée ensuite par l'empereur Taizong, Xu intègre le gynécée impérial.
L'empereur Taizong meurt en 649, Xu Hui en 650. Elle est inhumée dans le mausolée de l'empereur, le Zhaoling (en).

## Œuvre
Hormis le poème d'enfance, la totalité de l'œuvre de Xu Hui qui est parvenue jusqu'à nous date des années 640, alors qu'elle était concubine impériale. Quatre de ces poèmes sont de forme shi (en). Deux de ces shi ont été écrits sur commande, l'un à l'occasion du passage de l'empereur par la passe de Hangu (en), l'autre est une improvisation à partir du premier vers du célèbre poème de Li Yannian (en) décrivant une beauté incomparable. Un troisième shi reprend le thème souvent traité de la femme délaissée. Il s'inspire du Fu de la porte Changmen de Sima Xiangru, que celui-ci avait écrit à la demande de l'impératrice Chen, épouse de l'empereur Wu des Han. Dans ce poème, Xu Hui y adopte cependant le point de vue de Ban Jieyu, autre conjointe délaissée fort connue. Le dernier shi est un quatrain dont on raconte qu'elle l'aurait écrit pour s'excuser d'être arrivée en retard alors qu'elle était demandée auprès de l'emprereur.
Elle est aussi l'auteur d'un fu, étant ainsi l'unique femme connue de la dynastie Tang a en avoir écrit. Celui-ci est destiné à accompagner un autre fu écrit par l'empereur Taizong et dont le thème est une jardin d'agrément du palais des femmes.
Enfin, Xu Hui est l'auteur d'un texte adressé à l'empereur, relatif à sa politique étrangère et intérieure. Il est écrit en prose parallèle (pianwen (zh)), comme c'est l'usage pour les textes officiels, et date de 648.